# Рой (Пийнътс)
Рой (Roy) е второстепенен герой от поредицата карикатури Фъстъци на Чарлс М. Шулц. Рой рядко се появява, като най-често участва в средата на 1960-те, когато се запознава с Чарли Браун в летен лагер, а общата им самота ги събира заедно. Иронично, тъкмо Рой е този, който утешава Лайнъс ван Пелт следващата година, защото Лайнъс е разочарован, че трябва да ходи на летен лагер.
Чрез Рой Чарли Браун се запознава с Пепърминт Пати. След това, повтаряща се шега в поредицата е, че Рой е забравил името на Чарли Браун и го нарича пред Пати или Лайнъс „онова кръглоглаво хлапе“. В периода прекаран в летния лагер, Лайнъс също забравя името на Чарли Браун, защото то не се споменава пред него, но успява да запомни всички други имена.